# Atylus carinatus
Atylus carinatus är en kräftdjursart som först beskrevs av J. C. Fabricius 1793.  Atylus carinatus ingår i släktet Atylus och familjen Dexaminidae. Inga underarter finns listade i Catalogue of Life.